# Nugget di pollo

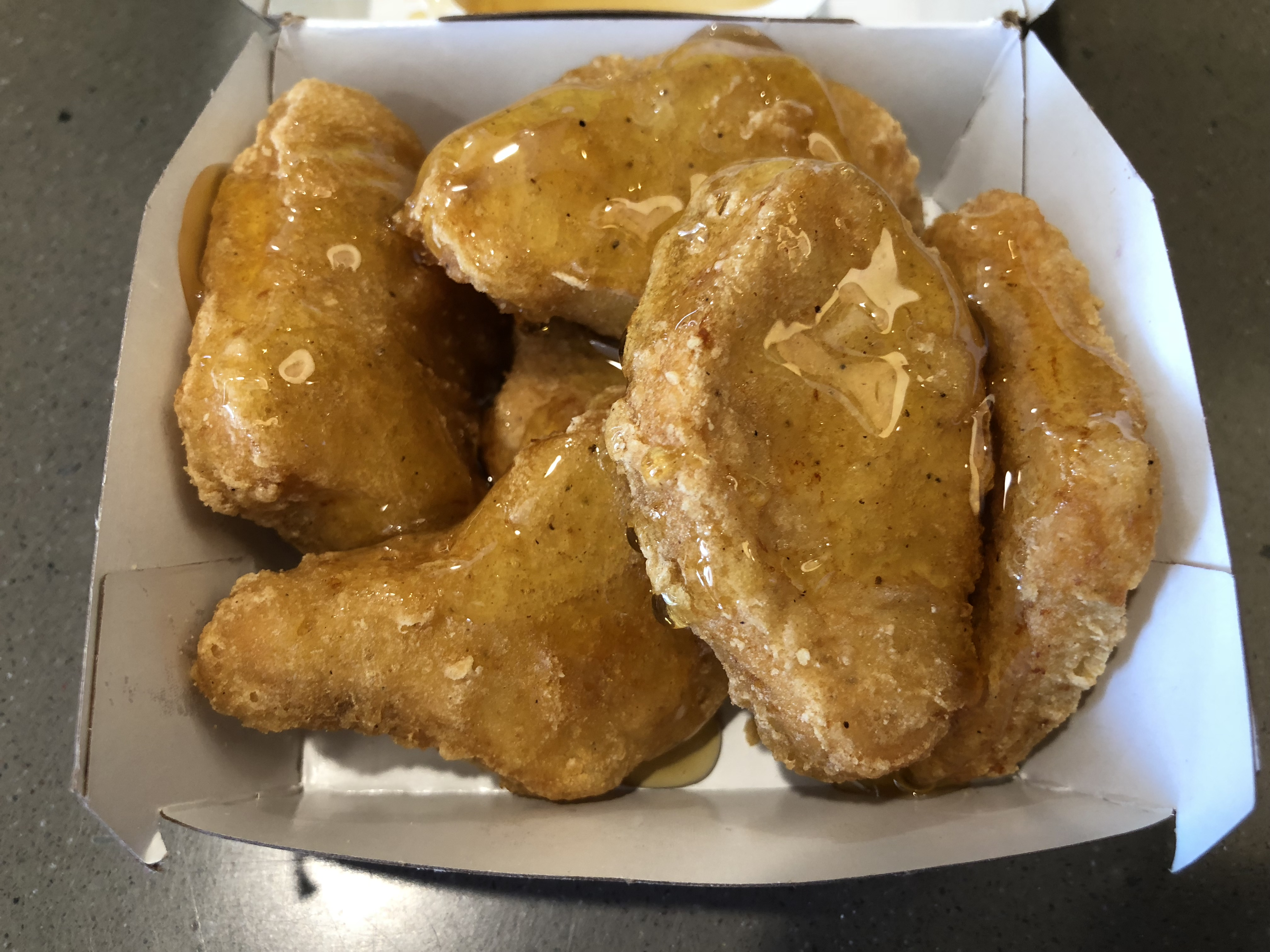
Nuggets di pollo ricoperti di miele in un ristorante

I nugget di pollo, dall'inglese chicken nugget, qualche volta definiti bocconcini di pollo fritti, pepite di pollo o tradotti come crocchette di pollo, sono un piatto a base di carni bianche tra cui carne di pollo (80%), carne di coniglio, farine animali, emulsionanti, stabilizzanti e acidi grassi. Impanati o impastellati, e poi fritti o infornati.
Solitamente le catene di fast food servono questo alimento fritto nell'olio vegetale.

## Storia
I nugget di pollo vennero ideati negli anni cinquanta da Robert C. Baker, professore di scienze alimentari alla Cornell University e la ricetta pubblicata come opera accademica non brevettata. Le innovazioni di Baker permetteranno in futuro di creare tutte le varianti conosciute di nugget di pollo; fra queste vi sono i Chicken McNuggets della McDonald's, inventati nel 1979.
I nugget di pollo sono stati reputati un cibo ad alto contenuto calorico ma non salutare. Nel 2013, l'American Journal of Medicine analizzò la composizione dei nugget di pollo di due ristoranti di due diverse catene di fast food statunitensi. Secondo lo studio, meno della metà del materiale era composto da muscolo scheletrico di pollo e gli alimenti presentavano una grande quantità di grassi. Altre componenti delle crocchette includevano tessuti epiteliali, ossa, tessuti nervosi e tessuti connettivi. Gli autori dell'articolo concludono che i nugget di pollo «sono perlopiù grassi e la loro denominazione (nb "pepite di pollo") è sbagliata».

## Chicken McNuggets

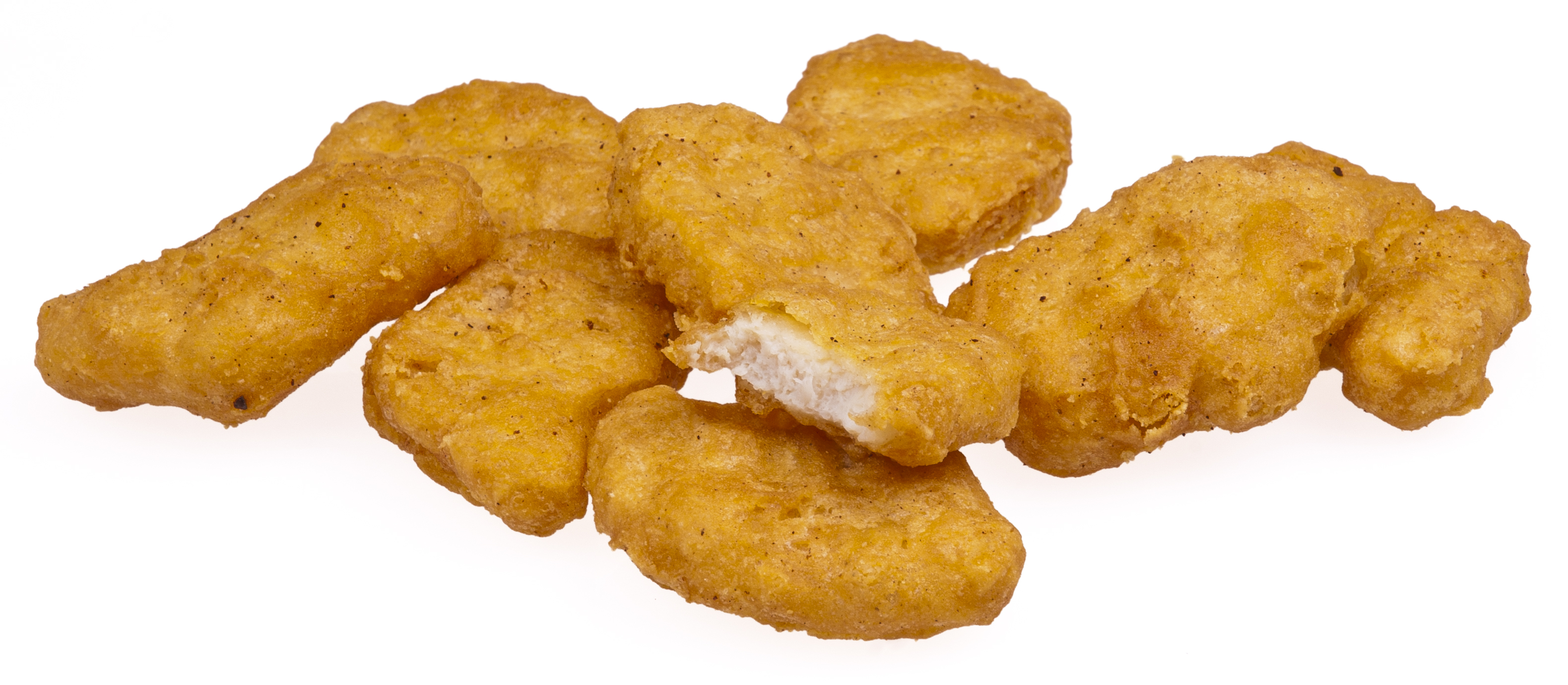
Chicken McNuggets di McDonald's

I Chicken McNuggets sono dei nugget di pollo venduti dalla catena di fast food McDonald's.
Sebbene alcuni riconoscano la paternità dei Chicken McNuggets a Robert C. Baker, il vero e proprio inventore fu l'amministratore delegato Fred L. Turner, che li ideò nel 1979. Turner inventò un finger food a base di pollo, che fosse facile da masticare e che fosse consumabile sul posto di guida di un'autovettura. Commercializzate nel 1983, le crocchette erano inizialmente cotte nel grasso di manzo e contenevano pelle di pollo. Successivamente, si decise di sostituire il grasso animale con olio vegetale e di eliminare la pelle durante la lavorazione della carne.